# Hypogastrura austriaca
Hypogastrura austriaca är en urinsektsart som beskrevs av Babenko och ?E. Thibaud 1990. Hypogastrura austriaca ingår i släktet Hypogastrura och familjen Hypogastruridae. Inga underarter finns listade i Catalogue of Life.